# Tècmor
En la mitologia grega Tècmor (en grec antic Τέκμωρ, 'límit', 'final') era un dels déus protògens, ço és, nascuts en el principi de l'univers. Segons Alcman, representava el final de les coses, i era fill de Tesis, deessa que més endavant va adquirir els atributs de Tetis.
Tècmor va néixer després del seu germà Poros, que representava l'inici de les coses i la manera d'obtenir el que es desitja. Així doncs, en un primer moment només hi havia Tesis, el poder creador, que empraria els seus dos fills Poros i Tècmor per regular el món que crearia, dotant tots els ens d'un inici i d'un final.
El poder demiúrgic dels tres déus començà a donar el seu fruit generant uns altres ens que donarien forma a l'univers, que fins aleshores era una massa informe on no se'n distingia res. El primer a néixer després d'ells va serHèmera, el dia, i més endavant Èreb, la foscor, Melana, la Lluna i Marmarugas, les espurnes de llum.